# László Hódy
László Hódy, conosciuto anche come Les Hody (Seghedino, 10 luglio 1934 – Melbourne, 26 maggio 2023), è stato un cestista ungherese naturalizzato australiano.
Era il fratello di János Hódy.

## Carriera
Con l'Ungheria disputò le Olimpiadi del 1952 e due edizioni dei Campionati europei (1953, 1955), mentre con l'Australia  le Olimpiadi del 1964.